# Körmendi Lajos
Körmendi Lajos (Karcag, 1946. június 6. – Karcag, 2005. január 1.) magyar író, költő, szerkesztő, a Nagykunság irodalmi életének kiváló szervezője. Sokoldalú irodalmár volt: írt publicisztikát, esszét, hangjátékot, kritikát, tanulmányt, készített fordításokat, vizuális költeményeket.

## Életpályája
1964-ben szerzett mélyépítő technikusi képesítést. 1966-tól a szakmájában helyezkedett el. 1974–1980 között a Szolnok Megyei Néplap munkatársaként dolgozott. 1976-ban újságíró iskolát végzett. 1985-ben szerzett oklevelet az ELTE magyar-népművelés szakán. 1985-től gimnáziumi tanárként tevékenykedett. 1987-től művészeti előadó volt. 1989–1995 között a Jászkunság című folyóirat főszerkesztője volt. 1990-től alpolgármester volt.
Később Karcagon könyvtáros volt. A Szabad Föld riportereként is tevékenykedett. Gazdag életművének fontos része volt a kazak költők fordítása. Személyes barátságot ápolt – többek között - Oldzsasz Szülejmen kazak költővel. Tanulmányutakat tett Kazahsztánban, Tatársztánban, Mongóliában, Kínában.

## Művei
Összesen 22 kötetet jelentetett meg:
- Barbaricum (versek, 1981)
- Boldog emberek (szociográfiai riportok, 1985)
- Művész Pista huszonegye (kisregény, 1987)
- A „gyökeres állat” (versek, Karcag, 1992)
- Vad játékok (novellák, Szolnok, 1994)
- Édesem, ma oly fanyar vagyok... (versek, Karcag, 1994)
- Telefax a Megváltónak avagy IV. Louis Bejgliumban (ifjúsági regény, Karcag, 1995)
- Magánkrónikák (regény, Miskolc, 1996)
- Kurgán (versek, Karcag, 1997)
- Öt perc az élet (szociográfiák, Karcag, 1997)
- Dátumversek (versek, 1999)
- Az én Karcagom (pályakép, 1999)
- Robinson az árokparton (riportok, 1999)
- A képek árnyéka vagy T. S. festőnyűvész, aga, bég, bej, pasa, alkoholtábori hangadó és képmutogató mester tsudálatos világához egy-egy tsámpás lábjegyzet; ill. Torok Sándor; Bereki Irodalmi Társaság, Berekfürdő, 2001
- Régi kútba nézek (versek, 2001)
- Az együttleges szellem (kultúrtörténet, 2002)
- Kutyafa; Debreceni Bibliofil Műhely Baráti Köre, Debrecen, 2003 (Debreceni Bibliofil Műhely)
- A táltos kincse. Mondák, mesék, történetek; Karcag Város Önkormányzata, Karcag, 2004
- Az álom fonákja. Válogatott írások; szerk. Bartha Júlia; Barbaricum Könyvműhely, Karcag, 2006
- Körmendi és Sarusi szabad csapat. K. Lajos S. Mihályról, S. Mihály K. Lajosról; Barbaricum Könyvműhely, Karcag, 2006
- Édes otthon; szerk. Sarusi Mihály; Bereki Irodalmi Társaság, Berekfürdő, 2007
- A kilenc kínzás földjén. Útirajzok; szerk. Sarusi Mihály; Barbaricum Könyvműhely, Karcag, 2009
- Körmendi Lajos összes művei 1-3.; szerk. Rideg István; Barbaricum Könyvműhely, Karcag, 2013-2015
- Sarusi Mihály: Innen a rácson. Simonyi Imre, Ördögh Szilveszter, Körmendi Lajos és Nagy Gáspár küldeményei. Levelesládámból I.; Corvinka Könyvek, Békéscsaba, 2017

## Fordításai
Kazah költők avatott magyar fordítója volt. Fordított ezen kívül észt, mongol, kirgiz, baskír, orosz, kazáni tatár, miser-tatár, csuvas, cseremisz költőktől is.
- A puszta fiai. Kazak költők versei Körmendi Lajos fordításában; Barbaricum Könyvműhely, Karcag, 1996 (Keleti örökségünk)

## Emlékezete
2007. október 23-án Berekfürdőn rendezték meg a Körmendi Lajos Írótábort.

## Díjai, elismerései
- Móricz Zsigmond-ösztöndíj (1979)
- Bálint György-díj (1980)
- Népművelődésért Díj (1991)
- Kölcsey-díj (1994)
- Darvas József-díj (1995)
- József Attila-díj (1995)
- Petőfi Sándor Sajtószabadság-díj (1996)
- Arany János-díj (2004)
- Bárka-díj (posztumusz, 2004)